# Lymantria takasagonis
Lymantria takasagonis är en fjärilsart som beskrevs av Matsumura 1933. Lymantria takasagonis ingår i släktet Lymantria och familjen tofsspinnare. Inga underarter finns listade i Catalogue of Life.